# Do or Die
Do or Die – drugi singel promujący czwarty album zespołu Thirty Seconds to Mars, "Love Lust Faith + Dreams" (2013). Został wydany 1 lipca 2013 roku.